# Haplosyllis carmenbritoae
Haplosyllis carmenbritoae är en ringmaskart som beskrevs av Lattig, San Martín, Martin 2007. Haplosyllis carmenbritoae ingår i släktet Haplosyllis och familjen Syllidae. Inga underarter finns listade i Catalogue of Life.